# 큰뿔양
큰뿔양(학명: Ovis canadensis) 또는 빅혼(영어: bighorn sheep)은 소과에 속하는 북아메리카 토종 포유류의 일종이다. 산악지대에 사는 수컷은 어깨높이가 1m가 넘고, 몸무게도 140kg 정도이다. 암컷은 몸집이 수컷의 절반 정도이다. 그러나 사막지대의 산악에 사는 큰뿔양은 90kg 이상 되는 수컷은 드물고 암컷은 더 작아 대부분 50kg 이하이다. 뿔 길이는 1-1.5m이고 밑둥치의 둘레는 약 45cm이다. 암컷은 약간 구부러진 아주 작은 뿔이 있다. 몸빛은 회갈색 또는 담황색이고 배는 우윳빛의 흰색이고, 엉덩이에도 약간의 우윳빛 흰색 부위가 있다. 수컷은 2-15마리의 무리를 지어 생활하며, 암컷과 새끼는 따로 5-30마리의 무리를 이룬다. 임신기간은 약 175일이고 한 마리의 새끼를 낳는다. 수컷은 태어난 지 약 7-8년이 되면 짝짓기를 할 수 있고 암컷은 약 4년이 지나면 임신을 할 수 있다. 풀과 키 작은 관목들을 먹고 살며 천적은 퓨마, 캐나다스라소니, 코요테, 재규어, 늑대, 회색곰, 아메리카흑곰, 울버린, 사람이다. 가축의 질병과 산업화로 멸종의 위협을 받고 있다. 캐나다·멕시코 등지에 분포한다.

## 사진

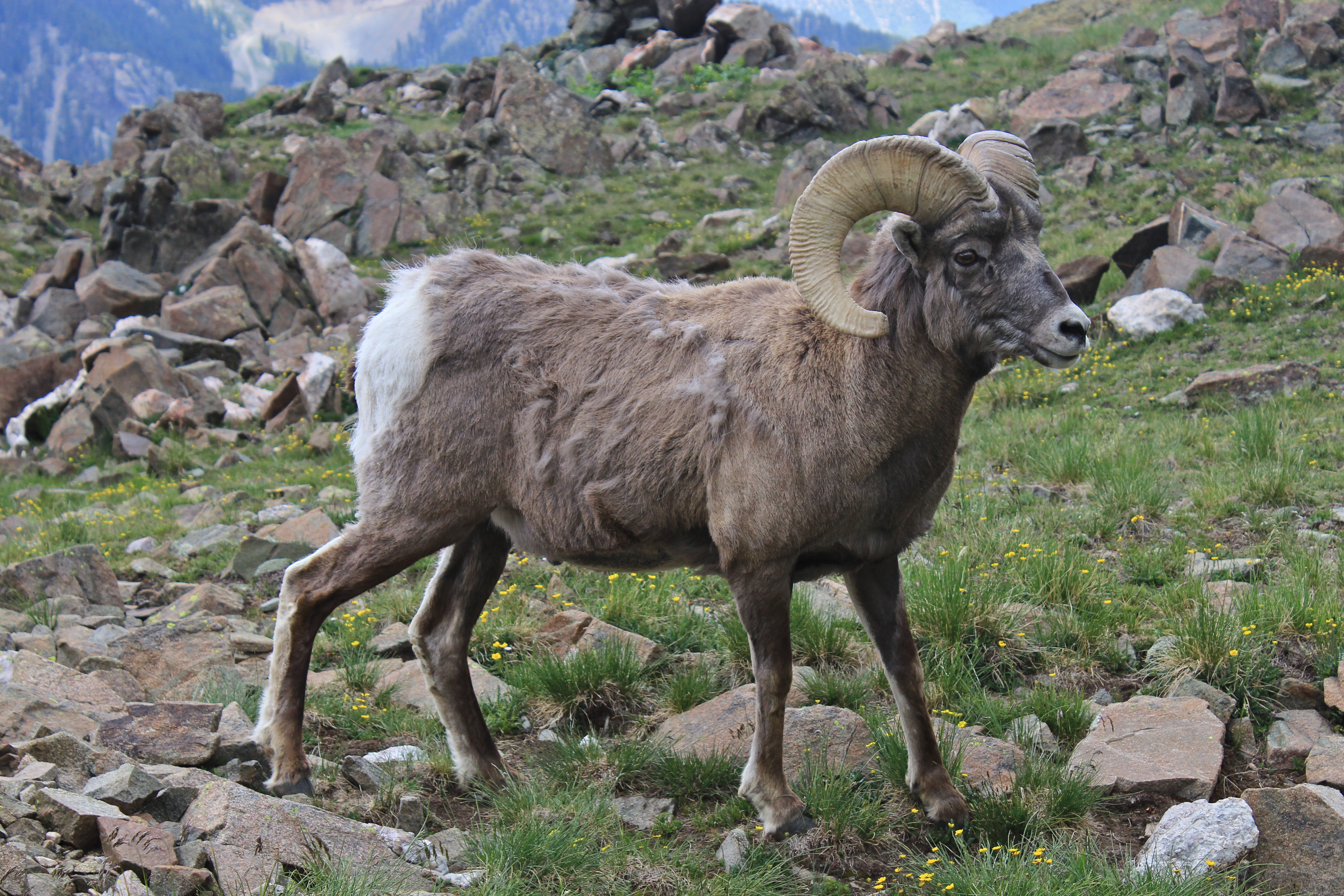
수컷
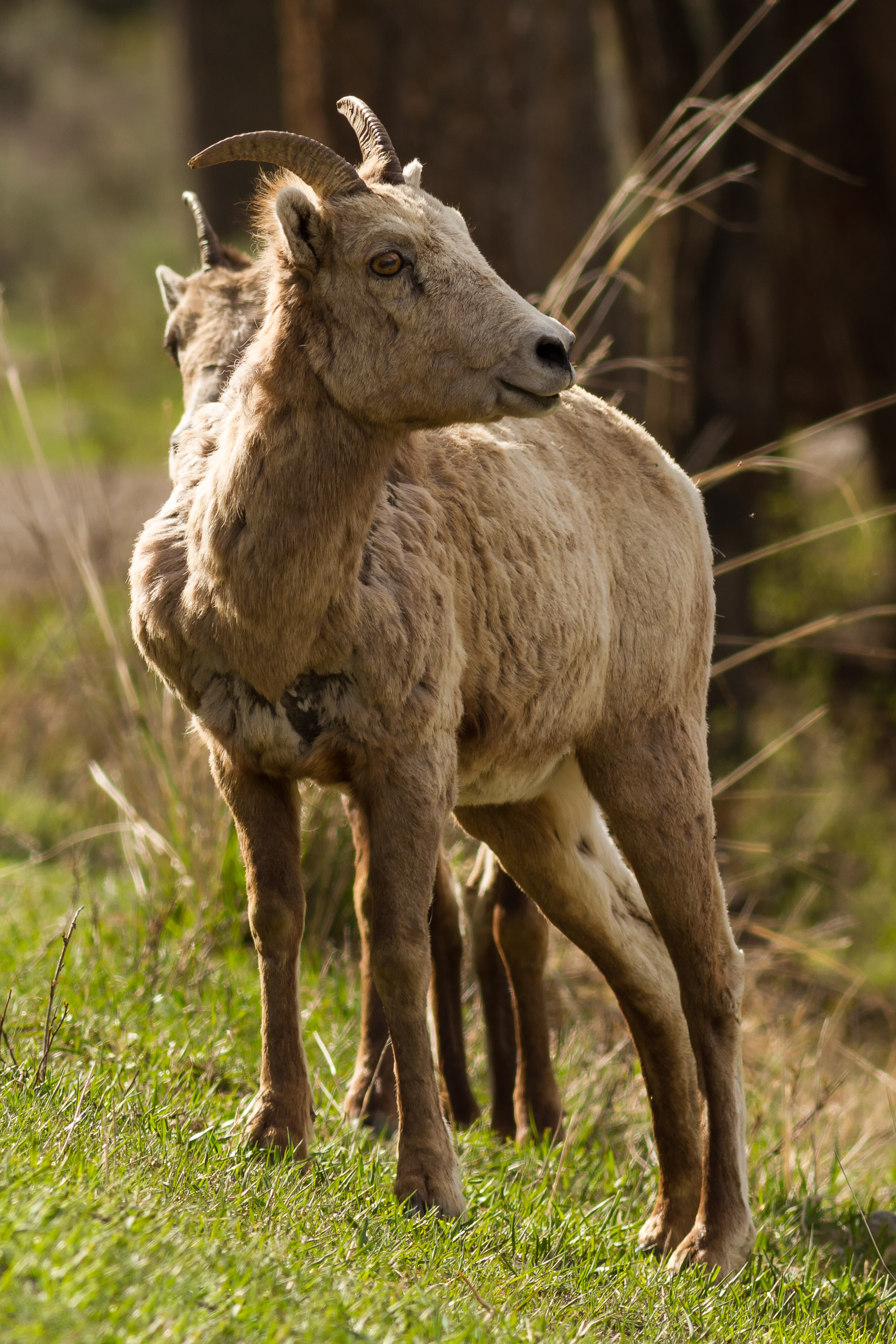
암컷